# Desamparados
Desamparados ist eine Stadt in der Provinz San José in Costa Rica. Sie bildet den ersten Bezirk des Kantons Desamparados, und ist dessen Hauptstadt.

## Geografie
Der Bezirk grenzt im Norden an den Kanton San José, im Westen an den Bezirk San Rafael Abajo, im Südwesten an den Bezirk San Rafael Arriba, im Süden an den Bezirk San Miguel und im Osten an die Bezirke Gravilias und San Antonio.
Der Bezirk zeichnet sich dadurch aus, dass er eine der wichtigsten Städte bzw. Bezirke der Metropolregion San Jose von Costa Rica ist und eine hohe Bevölkerungsdichte aufweist. 

## Bevölkerung
Bei der Volkszählung 2011 hatte Desamparados 33.866 Einwohner.